# Micrathena lucasi
Micrathena lucasi là một loài nhện trong họ Araneidae.
Loài này thuộc chi Micrathena. Micrathena lucasi được Eugen von Keyserling miêu tả năm 1864.